# Sebastian Kurz
Pour les articles homonymes, voir Kurz.
Sebastian Kurz (/zeˈbastˌi̯aːn ˈkʊrt͡s/) est un homme d'État autrichien, né le 27 août 1986 à Vienne. Il est président fédéral du Parti populaire autrichien (ÖVP) de 2017 à 2021 et chancelier fédéral de 2017 à 2019 et de 2020 à 2021.
Il est député au Landtag de Vienne entre 2010 et 2011, puis secrétaire d'État fédéral à l'Intégration jusqu'en 2013. Il est alors nommé ministre fédéral des Affaires étrangères, devenant à 27 ans le benjamin du gouvernement autrichien et des chefs de la diplomatie de l'Union européenne.
En 2017, il est élu président du Parti populaire et rompt la grande coalition au pouvoir, conduisant à des élections anticipées qu'il remporte. Il forme ensuite une coalition avec le Parti de la liberté (FPÖ) et est nommé chancelier fédéral. Il se sépare du FPÖ en 2019 en raison d'un scandale de corruption, convoquant de nouvelles élections avant d'être renversé par une motion de censure, une première depuis 1945. À l'issue de ce scrutin, il établit une alliance avec Les Verts (Grünen). Il démissionne et se retire de la vie politique en 2021 en raison d'accusations de détournement de fonds publics.

## Origines et formation
Sebastian Kurz est le fils d'un ingénieur et d'une professeure de lycée. Il grandit dans le 12e arrondissement de Vienne, à Meidling.
Il poursuit ses études au lycée moderne (en allemand : Realgymnasium) GRg Erlgasse et obtient en 2004 son baccalauréat (maturité en Autriche). En 2011, il décide de suspendre ses études de droit à l'université de Vienne pour se consacrer à la politique,.

## Ascension politique

### Débuts
En 2009, il est élu président du JVP, le mouvement de jeunesse du Parti populaire autrichien (ÖVP). Lors de la campagne pour les élections locales de 2010, il est remarqué pour son slogan « Le noir, ça déchire », en référence à la couleur officielle de son parti : monté à bord d'une « sexymobile » avec des jeunes filles en vêtements moulants qui distribuaient des préservatifs aux passants, il avait voulu « parler le langage de la jeunesse », même si son score final reste faible.
Il est membre du Landtag de Vienne entre 2010 et 2011.
Le 21 avril 2011, il est nommé secrétaire d'État à l'Intégration auprès de la nouvelle ministre fédérale de l'Intérieur Johanna Mikl-Leitner, à seulement 24 ans. À ce poste, il fait passer une loi interdisant la burqa et une autre qui coupe largement les subventions sociales aux candidats à l'intégration, afin de les amener à trouver un travail.
À l'issue des élections législatives de 2013, il est élu député au Conseil national.

### Chef de la diplomatie

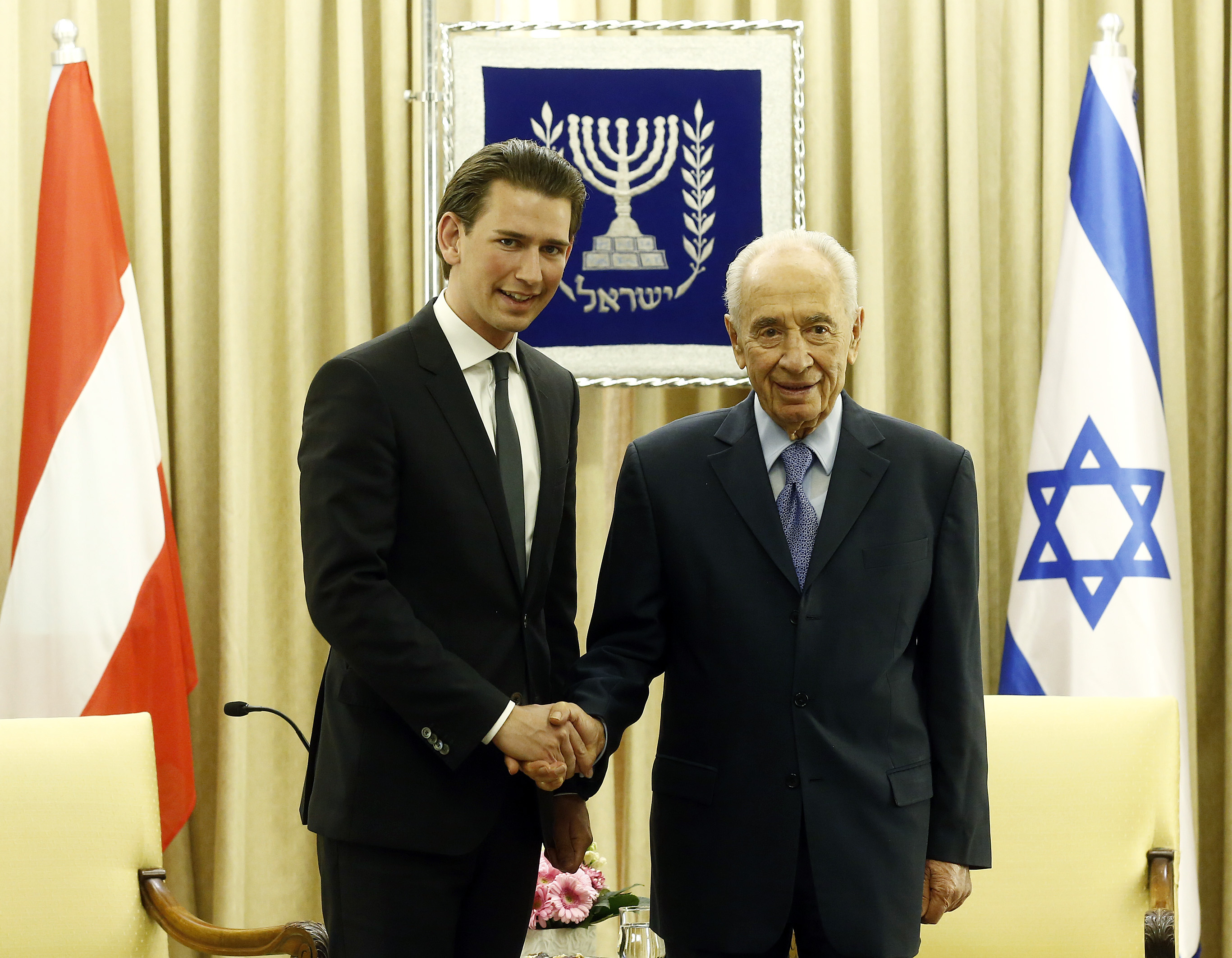
Sebastian Kurz avec le président de l'État d'Israël, Shimon Peres, en 2014.

Lorsque la grande coalition, au pouvoir depuis 2007, est reconduite le 16 décembre 2013, il devient ministre fédéral de l'Intégration, des Affaires européennes et internationales. À 27 ans, il devient ainsi non seulement le benjamin du gouvernement fédéral autrichien, mais également le ministre des Affaires étrangères le plus jeune de l'Union européenne.
Dans le contexte de la crise migratoire, il appelle à la fermeture des frontières autrichiennes et prône la fin des négociations d'adhésion de la Turquie à l'Union européenne. Il est alors le seul ministre des Affaires étrangères de l'Union européenne à réclamer la fin de ces négociations. En obtenant la fermeture de la route des Balkans, il gagne en popularité dans la population autrichienne.

### Président fédéral de l'ÖVP
Il indique le 12 mai 2017 que s'il était porté à la présidence fédérale de l'ÖVP, il mettrait un terme à la grande coalition, provoquant de nouvelles élections anticipées. Désigné à la tête du Parti populaire le 14 mai, il confirme ses intentions et présente une demande en ce sens dès le lendemain au chancelier fédéral social-démocrate Christian Kern et au président fédéral Alexander Van der Bellen. Le 1er juillet 2017, il est élu à la tête du parti lors d'une convention.
Il ne se montre pas hostile à une alliance avec le Parti de la liberté d'Autriche (FPÖ), nationaliste, à l'issue de nouvelles élections législatives.

## Premier mandat de chancelier fédéral

### Élections législatives de 2017
Lors des élections législatives anticipées du 15 octobre, le Parti populaire — qui participe au scrutin sous le nom de Liste Sebastian Kurz - Nouveau Parti populaire — remporte 31,5 % des suffrages exprimés et 62 députés sur 183 au Conseil national à l'issue d'une campagne axée sur les questions sécuritaires. L'ÖVP étant redevenu le premier parti d'Autriche, il est pressenti pour prendre la succession de Kern comme chancelier.
Pour le politologue et chercheur au CNRS Patrick Moreau, le succès de Sebastian Kurz repose sur la transformation qu'il a su mener dans son parti : « en nommant une majorité de candidats sans expérience politique, en attirant des figures issues de tous les milieux sociaux, en féminisant les listes, il a fait de l'ÖVP un parti qui a tous les attributs de la nouveauté ». Il bénéficie également d'une campagne menée sur les thèmes de l'immigration, l'islam et la sécurité, alors que la situation économique du pays est florissante,.

### Formation du gouvernement

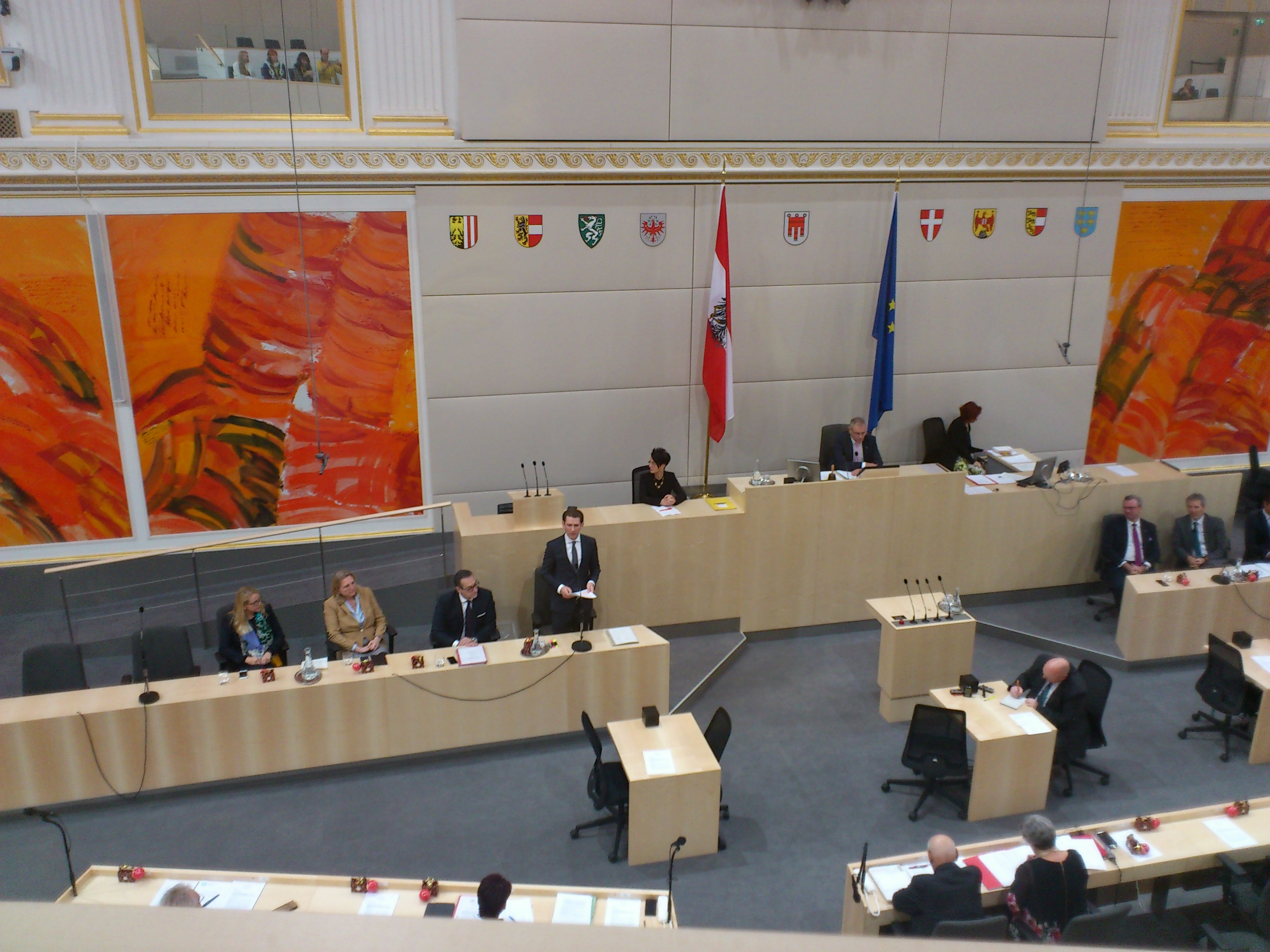
Sebastian Kurz s'adressant au Conseil fédéral pour la première fois comme chancelier fédéral, le 22 décembre 2017.

Le 20 octobre 2017, après la publication des résultats officiels, le président fédéral, Alexander Van der Bellen, le charge de former un gouvernement.
Sebastian Kurz est nommé chancelier fédéral d'Autriche le 18 décembre, à l'âge de 31 ans, et prend la tête d'un gouvernement de « coalition turquoise-bleue » qui associe l'ÖVP au FPÖ. Il devient donc le plus jeune dirigeant d'État au monde, devant le capitaine-régent de Saint-Marin Enrico Carattoni. Au sein de l'Union européenne, il devance le Premier ministre irlandais Leo Varadkar.

### Mesures adoptées

#### Expulsion d'imams
Début juin 2018, le gouvernement expulse une quarantaine d'imams turcs qui refusaient de se conformer à la législation sur leur rémunération. L'exécutif vise également à réduire l'islam politique et les mouvements radicalisés dans le pays. Le porte-parole du président turc Recep Tayyip Erdoğan réagit en déclarant qu'il s'agissait d'une « vague islamophobe, raciste et discriminatoire ». Cependant, Sebastian Kurz est soutenu par l'opposition sociale-démocrate, qui estime qu'il s'agit de la « première décision sensée du gouvernement ».

#### Politique économique
En juillet 2018, son gouvernement fait adopter une loi sur l’allongement et la flexibilisation du temps de travail. La journaliste Danièle Renon du Courrier international juge le texte « très favorable aux employeurs et aux attentes des milieux économiques ». La nouvelle loi permet, sur la base du « volontariat », d'étendre la durée maximale du temps de travail de 10 à 12 heures quotidiennes et de 50 à 60 heures hebdomadaires. La durée normale du travail reste cependant fixée à huit heures par jour et à 40 heures par semaine.
Le vent se lève indique que son gouvernement mène une politique de réduction des dépenses publiques, particulièrement dans le domaine social. Une réforme des minima sociaux diminue le montant accordé aux familles de plus de deux enfants, tandis que les conditions d’attribution sont durcies pour les étrangers. Le budget de l'organisme autrichien chargé de l'emploi baisse de 30 % en 2018. Les allocations versées aux chômeurs atteints d’une maladie sont réduites et le programme d’aide au retour à l’emploi Aktion 20000 destiné aux chômeurs âgés de plus de cinquante ans est supprimé.

### Rupture avec le FPÖ et motion de censure

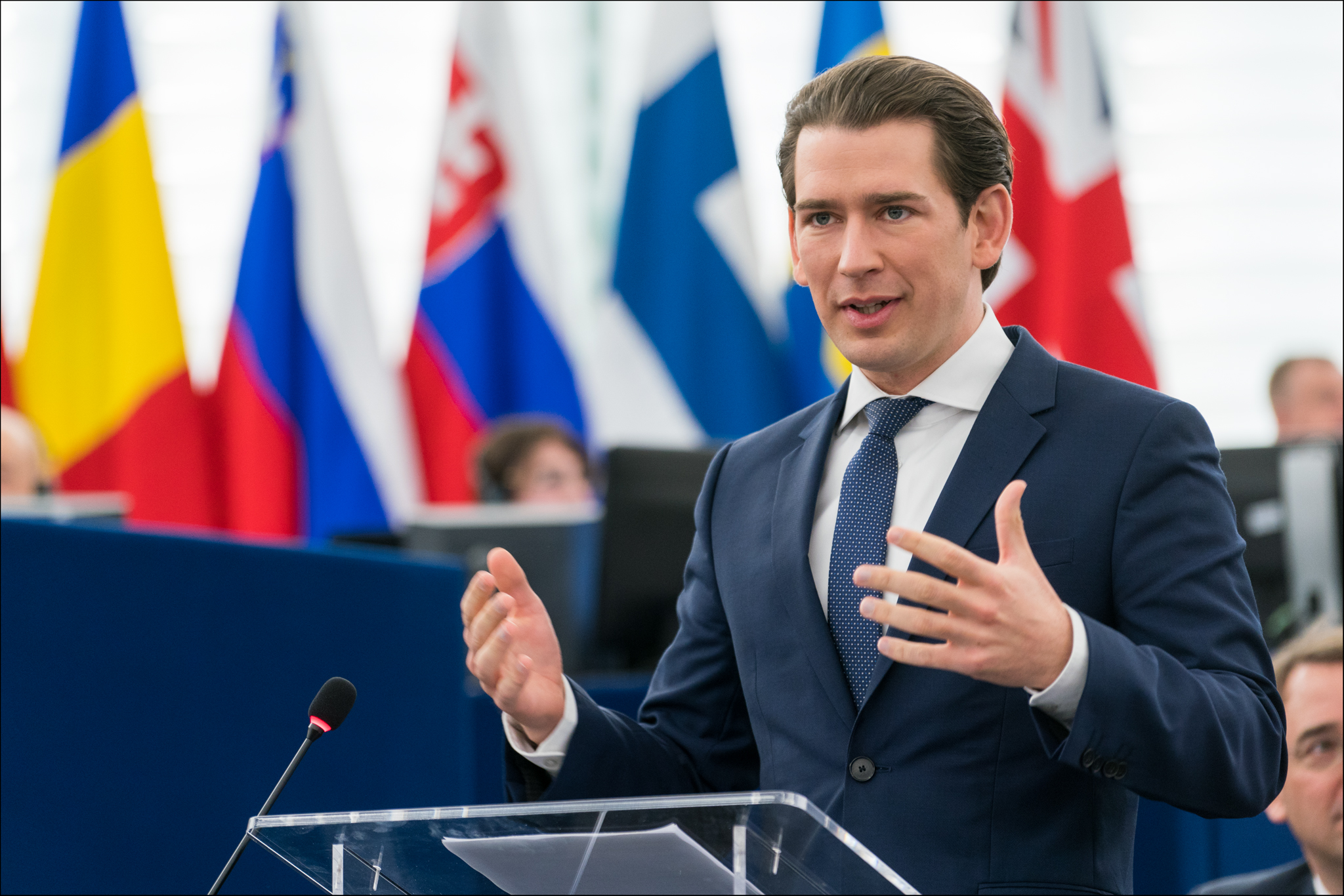
Sebastian Kurz s’exprimant sur la présidence autrichienne du Conseil de l'Union européenne en 2018 (Parlement européen, 15 janvier 2019).

Le vice-chancelier Heinz-Christian Strache remet sa démission le 18 mai 2019, à huit jours des élections européennes et au lendemain de la publication d'une vidéo tournée en 2017 où on le voit demander à une femme se présentant comme la nièce d'un oligarque russe de racheter un journal et modifier sa ligne éditoriale en faveur du FPÖ, en échange de la concession de contrats publics.
Kurz réagit de manière critique, affirmant que « assez, c'est assez » et jugeant que le FPÖ « porte atteinte à la politique du changement et à l'image » du pays. Il avoue ne pas avoir le sentiment « que le FPÖ soit prêt à changer fondamentalement, ce qui serait pourtant plus que nécessaire ». Il annonce ensuite avoir demandé au président Van der Bellen de convoquer des élections législatives anticipées. Le lendemain, celui-ci déclare souhaiter que le scrutin ait lieu en septembre. Les sociaux-démocrates réclament le remplacement des ministres FPÖ par des indépendants. Le 20 mai, après le limogeage du ministre de l'Intérieur Herbert Kickl, les ministres FPÖ démissionnent collectivement du gouvernement.
Le 27 mai, une motion de censure déposée par les écologistes de JETZT – Liste Pilz obtient le soutien du FPÖ et du SPÖ, ce qui permet son adoption,. C'est la première fois qu'un chef de gouvernement autrichien est renversé. Le vice-chancelier Hartwig Löger succède à Kurz le 28 mai. Le 30 mai, la présidente de la Cour constitutionnelle, Brigitte Bierlein, est chargée de former un gouvernement technique devant durer jusqu'aux prochaines législatives.

## Retour à la tête du gouvernement

### Élections législatives de 2019
Vainqueur des législatives, l'ÖVP arrive largement en tête,. Le parti obtient son meilleur résultat depuis 2002. Le FPÖ connait en effet un important recul, même s'il conserve sa troisième place. Le SPÖ réalise un résultat historiquement bas tandis que les Grünen et NEOS réalisent le meilleur résultat de leur histoire,.
Les négociations s'annoncent cependant difficiles, l'ÖVP étant confronté à plusieurs choix de partenaires présentant chacun leurs défauts. La reconduction de la coalition avec le FPÖ, partenaire considéré comme privilégié par Sebastian Kurz en raison notamment de leurs vues communes sur l'immigration, est rendue difficile par la contre-performance du FPÖ, qui pourrait pousser le parti à envisager une cure d'opposition pour se reconstruire. Le soir du scrutin, son dirigeant, Norbert Hofer, annonce que le parti se prépare à l'opposition.
Les sociaux-démocrates, qui subissent également une défaite avec la perte d'un quart de leurs sièges, annoncent exclure toute coalition avec l'ÖVP. Les électeurs du Parti populaire sont par ailleurs pour une grande partie opposé à la reconduction d'une grande coalition ÖVP-SPÖ, une formule usée et décriée en Autriche après quarante-quatre ans de gouvernement dans l'après-guerre. Kurz pourrait par conséquent se tourner vers Grünen, voire une coalition élargie avec Grünen et NEOS, petit parti libéral ayant la faveur de la droite. Grünen occupe cependant une position opposée à celle de Kurz sur l'immigration, rendant difficile la mise en place d'une politique commune.

### Seconde désignation

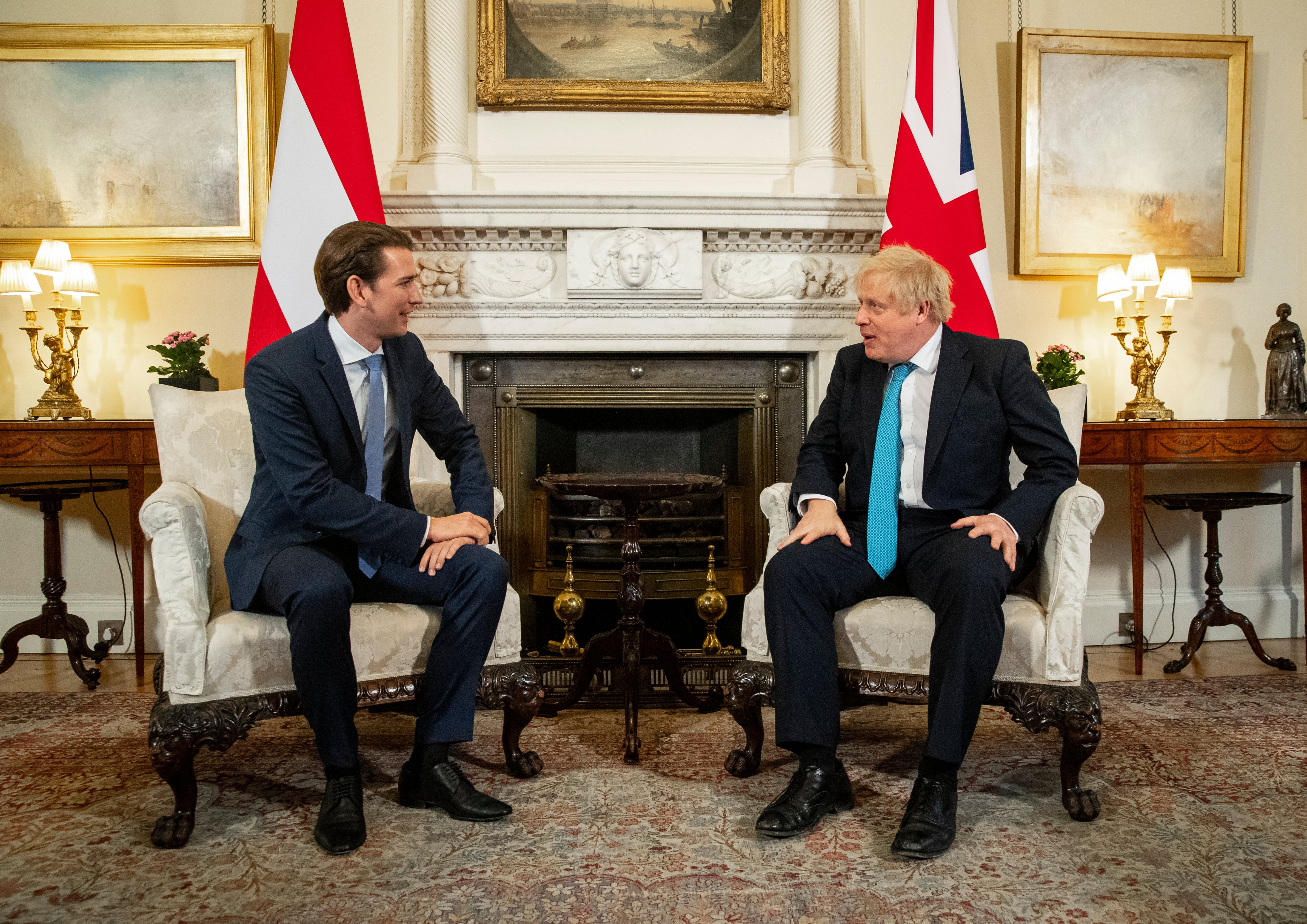
Sebastian Kurz s’entretenant avec Boris Johnson (2020).

Le 7 octobre, il est de nouveau chargé de former un gouvernement par le président Van der Bellen.
Le 1er janvier 2020, il annonce un accord de coalition avec Les Verts - L'Alternative verte, qui obtient la création d'un ministère de l'Environnement et la fonction de vice-chancelier pour son dirigeant Werner Kogler. Le nouveau gouvernement est assermenté le 7 janvier.

### Gestion de la Covid-19
Le chancelier atteint un pic d'avis favorable en mai 2020, lorsque, salué pour sa gestion de la première vague de pandémie de Covid-19, il réunit plus de 80 % d’opinions favorables, tandis que son parti monte à 45 % d'intentions de vote. L'Autriche ne connaît alors qu'un peu moins de 600 décès dû au virus et une absence de surcharge de ses hôpitaux, ce qui lui permet d'être le premier en Europe à sortir du confinement, le 14 avril.

### Accusations de corruption et démission
En mai 2021, il révèle être visé par une enquête judiciaire. La justice le soupçonne d'être intervenu pour favoriser la nomination d'un proche à la tête d'une entreprise publique et d'avoir menti à ce sujet devant les députés. Il est inculpé pour faux témoignage en aout 2023.
Dans le cadre d'une autre affaire, le parquet autrichien annonce en octobre 2021 l'ouverture d'une enquête au sujet de Sebastian Kurz et de neuf autres personnes. Ils sont soupçonnés d'avoir détourné des fonds publics afin de « financer des sondages d'opinion partiellement manipulés qui servaient un intérêt politique exclusivement partisan » en faveur de l'ÖVP entre 2016 et 2018. Selon les procureurs, un groupe de médias aurait « reçu des paiements » en échange de la publication de ces sondages. Le groupe mis en cause est largement identifié dans les médias autrichiens comme étant le tabloïd Österreich. Alors que les écologistes demandent à Kurz de démissionner, une motion de censure doit être débattue à partir du 12 octobre,.
Le 9 octobre 2021, il annonce son intention de démissionner de la chancellerie fédérale tout en souhaitant conserver la présidence du Parti populaire et propose que le ministre fédéral des Affaires étrangères Alexander Schallenberg lui succède.
De nouvelles révélations portent ensuite sur les quotidiens Kronen Zeitung et Heute, qui auraient reçu de l'argent public en échange de la publication d'articles flatteurs pour Sebastian Kurz. Figure clé du scandale de corruption, l'ancienne ministre de la Famille, Sophie Karmasin, est placée en détention durant quelques semaines en 2022. L’ancien secrétaire général du ministère des Finances Thomas Schmid, un proche allié de Sebastian Kurz, passe aux aveux en fin d'année.

## Retrait de la politique
Peu après son départ de la chancellerie, Kurz reprend son siège de député et devient président du groupe parlementaire de l'ÖVP tout en conservant la tête du parti. De ce fait, il est perçu par l'opposition et les observateurs politiques comme un « chancelier fantôme », alors que la chancellerie ne procure formellement que peu de prérogatives institutionnelles. Schallenberg, perçu comme sa marionnette, décide de conserver les conseillers gouvernementaux en place sous son prédécesseur,. Le 18 novembre, le Conseil national lève l’immunité parlementaire de Kurz .
L’image de Kurz est encore entamée par la divulgation de sms de plusieurs de ses proches le montrant calculateur et cassant, y compris pour son propre camp. Les barons régionaux de l’ÖVP ont progressivement pris leur distance avec lui.
Il fait savoir le 2 décembre suivant qu'il souhaite se retirer de la vie politique, expliquant être « usé » par les accusations judiciaires dont il fait l'objet et vouloir consacrer du temps à sa famille à la suite de la récente naissance de son fils.
Le jour même, son successeur à la tête de la chancellerie, Alexander Schallenberg, annonce ne pas briguer la tête des conservateurs et prévoir de démissionner de la tête du gouvernement de façon à permettre au futur président du parti de briguer la chancellerie. Le lendemain, l'ÖVP désigne le ministre fédéral de l'Intérieur Karl Nehammer comme président du parti et futur chancelier.

## Ligne politique
Pour Mediapart, il est « tenant de l'aile droite du camp conservateur et ardent défenseur d’une politique sécuritaire ».
Du fait de son action au ministère des Affaires étrangères, il est considéré comme un opposant résolu à l'immigration extra-européenne.
Le politologue Patrick Moreau note que « c'est un vrai conservateur au niveau des valeurs et un libéral sur le plan économique. Il est critique de la construction européenne actuelle, mais ce n’est pas un admirateur de Viktor Orbán ». À l'inverse, Le Monde estime qu'« au sein de la famille du Parti populaire européen, il est également, avec les représentants de la CSU bavaroise, l’un des plus fidèles soutiens du dirigeant populiste hongrois Viktor Orbán ». En septembre 2018, il recommande cependant le vote en faveur de l’article 7 du traité sur l'Union européenne à l'encontre de la Hongrie : cet article peut être activé en cas de « risque clair de violation grave » de l’État de droit dans un État membre.
Sur les questions de politique étrangère, il affiche des opinions  pro-européennes et pro-israéliennes.

## Activités après son retrait de la politique
Après son retrait de la vie politique, il multiplie les collaborations internationales dans le secteur privé, des cercles proches de Donald Trump aux États-Unis et en Israël.
Il travaille dans le monde de la finance, pour le milliardaire Peter Thiel. Il est nommé responsable stratégique de la société d’investissement Thiel Capital à San Francisco,.
En octobre 2022, Sebastian Kurz fonde une entreprise de cybersécurité baptisée Dream Security avec Shalev Hulio, l'ex-PDG de NSO Group.
Le 23 février 2024, Sebastian Kurz est condamné à huit mois de prison avec sursis en première instance pour faux témoignage. Il a déclaré vouloir faire appel de cette décision.

## Vie personnelle
Sebastian Kurz vit en concubinage avec Susanne Thier depuis qu'ils ont 18 ans. Elle occupe un emploi de fonctionnaire au ministère des Finances. Proche de l'Église catholique, il n'envisage pas encore de se marier. Le 28 novembre 2021, ils deviennent parents d'un garçon.